# Akira Raijin
Akira Kawabata (Japans: 川畑顕, Kawabata Akira) (Takarazuka, 17 juli 1978) is een Japans professioneel worstelaar die vooral bekend is van zijn tijd bij Total Nonstop Action Wrestling als Kiyoshi en bij All Japan Pro Wrestling als Akira Raijin (雷陣明, Raijin Akira).

## In worstelen
- Als Kiyoshi
  - Finishers
    - Diving headbutt
    - Lightning Flash
    - Moonsault
    - Running reverse STO to a kneeling opponent

  - Signature moves
    - Asian mist
    - High speed roundhouse kick to the head of a seated or kneeling opponent
    - Inverted stomp facebreaker
    - Mongolian chop
    - Sliding clothesline
    - Straight jacket neckbreaker

- Als Akira Raijin
  - Finishers
    - Lightning Flash
    - Moonsault
    - Raijin Buster

  - Signature moves
    - Hammerlock DDT
    - Inverted stomp facebreaker
    - Overhead belly to belly suplex
    - Running shoulder block
    - Sliding clothesline
    - Straight jacket neckbreaker

- Als Kowabata
  - Finishers
    - Crossface
    - Diving headbutt

  - Signature moves
    - Kurt Cobain (Inverted stomp facebreaker)
    - Overhead belly to belly suplex
    - Standing or a running STO

- Bijnaam
  - "The Japanese Lightning" (als Kiyoshi)

- Managers
  - Scott D'Amore

## Foto's

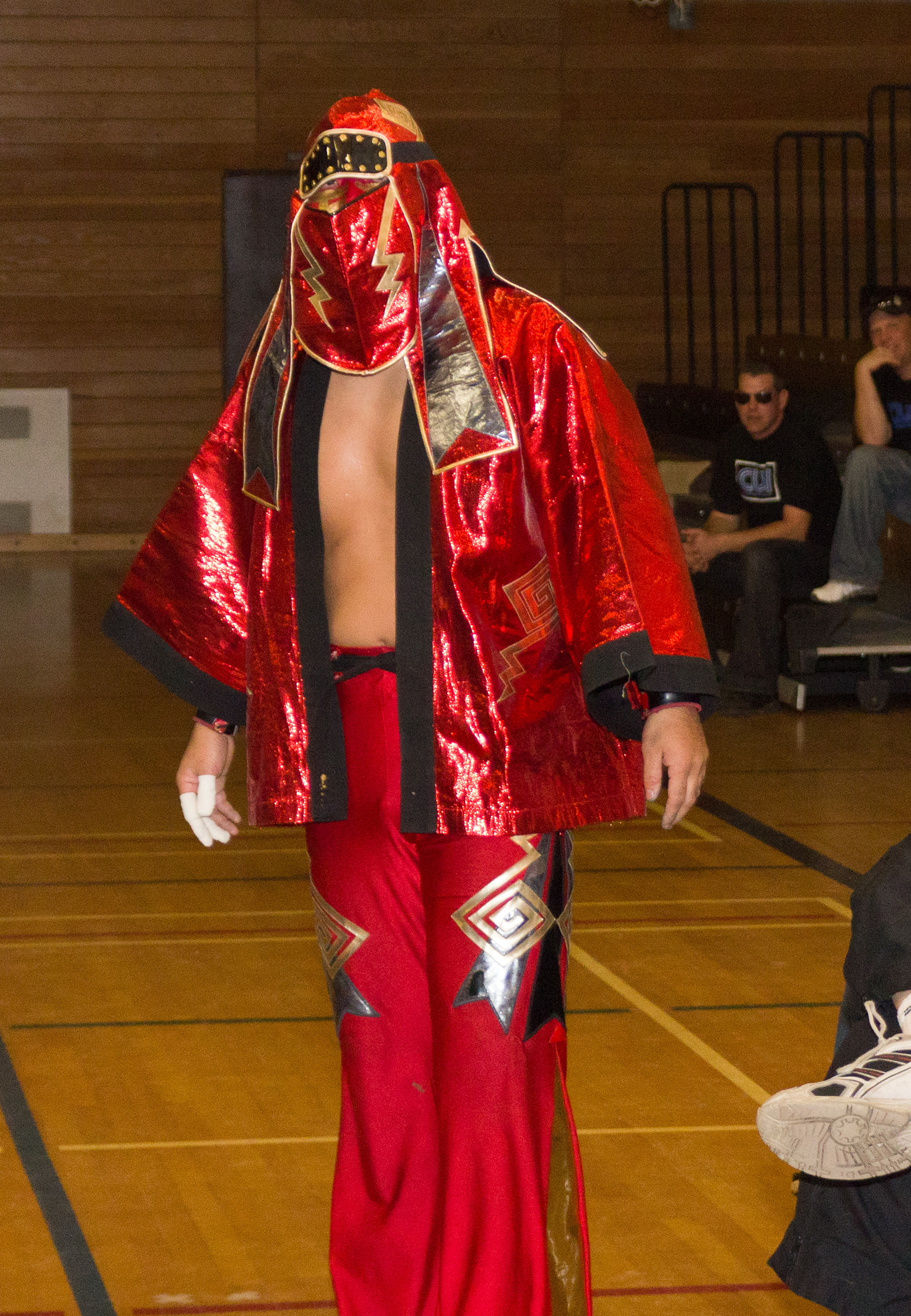
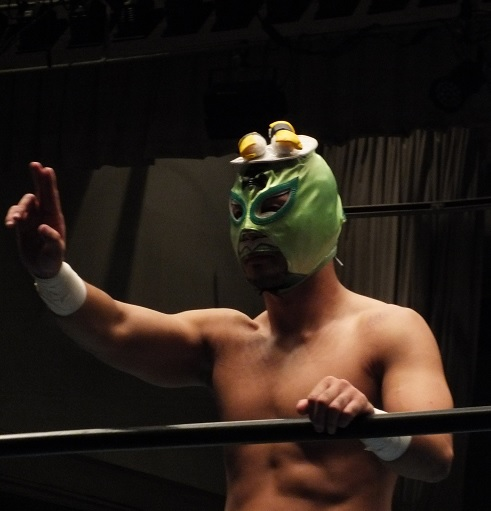
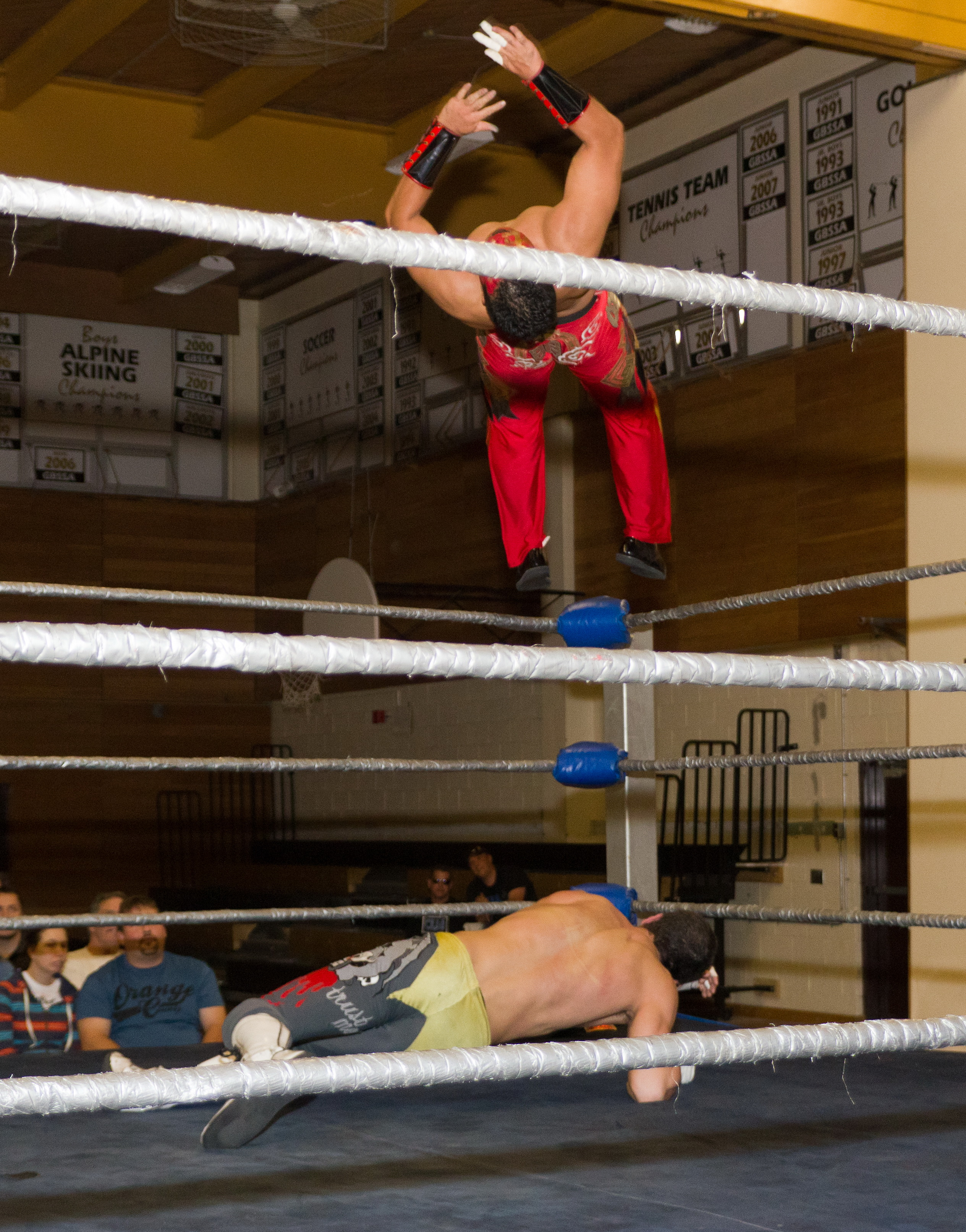